# Januari 2021
Dit artikel geeft een chronologisch overzicht van de belangrijkste gebeurtenissen per dag in de maand januari van het jaar 2021.

## Gebeurtenissen

### 1 januari
- Het totaal aantal COVID-19-besmettingen in de Verenigde Staten ligt nu boven de 20 miljoen, blijkt uit gegevens van de Johns Hopkins-universiteit.[1] (Lees verder)

### 4 januari
- Bij aanslagen in twee Nigeriaanse dorpen vlak bij de grens met Mali vallen bij elkaar honderd doden. Volgens de minister van Binnenlandse Zaken is de aanslag gepleegd door jihadisten.[2] Wikinieuws

### 5 januari
- In Duitsland wordt de harde lockdown vanwege het coronavirus, die aanvankelijk gold tot 10 januari, met drie weken verlengd en verder aangescherpt. Reizen is op bepaalde plekken met een hoge incidentie alleen nog toegestaan binnen een straal van 15 kilometer.[3] (Lees verder)

### 6 januari
- In Washington D.C. wordt het Capitool, waar de Amerikaanse Senaat bijeen was om de stemmen van de Amerikaanse presidentsverkiezingen te bekrachtigen, bestormd door aanhangers van president Trump. Er vallen vijf doden en meer dan vijftig mensen worden gearresteerd. Het gebouw raakt beschadigd.[4][5] (Lees verder)

### 10 januari
- In Japan melden autoriteiten dat er bij vier mensen uit Brazilië een besmetting met een nieuwe COVID-19-variant is vastgesteld. De variant vertoont overeenkomst met de al bekende Britse en Zuid-Afrikaanse mutaties van het virus en wordt onderzocht.[6]
- Voor de kust van Java zijn lichaamsdelen en brokstukken gevonden van een oude Boeing 737-500. Het toestel met 50 passagiers en 12 bemanningsleden raakte kort na het opstijgen in Jakarta vermist.[7]

### 12 januari
- Omdat het aantal COVID-19-besmettingen nog steeds hoog is en om te voorkomen dat de nieuwe variant VOC – 202012/01 zich verspreidt, wordt de lockdown in Nederland met drie weken verlengd, tot en met 9 februari. De optie van een avondklok wordt nog overwogen.

### 13 januari
- Het Israëlische leger voert 's nachts luchtaanvallen uit op de Syrische steden Deir ez-Zor en Albu Kamal. Volgens mensenrechtenactivisten zijn hierbij zeker 40 doden gevallen, 9 soldaten van het Syrische regeringsleger en 31 strijders van milities.[8] Wikinieuws
- In China worden 115 nieuwe COVID-19-besmettingen vastgesteld, de sterkste stijging in vijf maanden. De meeste besmettingen zijn in de provincie Hebei. De steden Shijiazhuang, Xingtai en Langfang worden volledig afgesloten van de buitenwereld.[9] (Lees verder)
- De Portugese premier António Costa kondigt nieuwe, strengere lockdownmaatregelen aan die voor het hele land gaan gelden. Onderwijsinstellingen blijven wel open.[10]

### 14 januari
- Het Verenigd Koninkrijk stelt een reisverbod in voor een aantal Zuid-Afrikaanse landen en Portugal, vanwege een nieuwe en mogelijke besmettelijkere COVID-19-variant uit Brazilië.[11]
- Een groep virologen van de WHO, onder wie de Nederlandse hoogleraar Marion Koopmans, arriveert in de Chinese stad Wuhan om onderzoek te doen naar de oorsprong van het COVID-19-virus.[12]

### 15 januari
- Het Kabinet-Rutte III onder leiding van minister-president Mark Rutte besluit collectief zijn ontslag aan te bieden, twee maanden voor de Tweede Kamerverkiezingen. Aanleiding van de val van het kabinet is het rapport over de kinderopvangtoeslagaffaire.[13] Wikinieuws
- Het aantal doden als gevolg van COVID-19 bedraagt nu wereldwijd meer dan 2 miljoen, volgens cijfers van de Johns Hopkins-universiteit. Het aantal vastgestelde besmettingen wereldwijd bedraagt meer dan 93 miljoen.[14] (Lees verder)
- Bij een aardbeving met een kracht van 6,2 op de schaal van Richter op het Indonesische eiland Sulawesi vallen zeker 30 doden en honderden gewonden.

### 16 januari
- India begint met een grootschalige COVID-19-vaccinatiecampage, waarmee binnen een half jaar 300 miljoen van de 1,3 miljard inwoners tegen het virus ingeënt moeten zijn.[15]

### 20 januari
- De IOM meldt dat voor de kust van Libië zeker 43 migranten zijn verdronken doordat hun boot kapseisde. De boot was een dag eerder vertrokken vanuit Zawiyah.[16]
- Bij het Capitool wordt Joe Biden geïnaugureerd als de 46e president van de Verenigde Staten, en Kamala Harris als vicepresident. Vanwege de coronapandemie is er geen publiek aanwezig en zijn er slechts enkele gasten. Aftredend president Donald Trump is niet aanwezig. Vanwege de bestorming twee weken eerder is het Capitool extra beveiligd.[17]
- Premier Rutte kondigt aan dat de coronamaatregelen worden aangescherpt door onder meer het invoeren van een avondklok in Nederland. Hiermee zal vanaf 23 januari begonnen worden.[18]

### 21 januari
- Bij een dubbele zelfmoordaanslag op een kledingmarkt op het Tayaran-plein in de Iraakse hoofdstad Bagdad vallen zeker 32 doden en meer dan 100 gewonden. Het zijn de eerste zelfmoordaanslagen in Bagdad in drie jaar.[19] De aanslag wordt een dag later opgeëist door IS.[20] Wikinieuws

### 23 januari
- In tientallen steden in Rusland demonstreren bij elkaar tienduizenden mensen voor de vrijlating van oppositieleider Aleksej Navalny.[21]

### 24 januari
- In zeker 10 gemeenten in Nederland breken rellen uit bij het ingaan van de avondklok.[22]

### 25 januari
- Tien Chinese mijnwerkers zijn overleden na twee weken vastgezeten te hebben in een deels ingestorte mijn nabij Yantai. Er wordt er nog 1 vermist, tien anderen kwamen er levend uit.[23]
- De Climate Adaptation Summit vindt vanaf vandaag plaats. Deze klimaattop werd geïnitieerd door demissionair minister Cora van Nieuwenhuizen van Infrastructuur en Waterstaat.[24]

### 26 januari
- Volgens gegevens van de Johns Hopkins-universiteit bedraagt het aantal vastgestelde COVID-19-besmettingen wereldwijd nu meer dan 100 miljoen. Het werkelijk aantal besmettingen ligt waarschijnlijk veel hoger.[25]

### 31 januari
- De Nederlander Mathieu van der Poel wint het wereldkampioenschap veldrijden bij de mannen. Bij de vrouwen wint de Nederlandse Lucinda Brand.

## Overleden
<< · januari · februari · maart · april · mei · juni · juli · augustus · september · oktober · november · december · >>